# Hron
Der Hron (deutsch die Gran; ungarisch Garam) ist ein 298 km langer, linker Nebenfluss der Donau. Er liegt vollständig auf dem Gebiet der Slowakei.
Der Hron entspringt in der Niederen Tatra am Berg Kráľova hoľa. Er verläuft zunächst westwärts, wobei er die Niedere Tatra vom Slowakischen Erzgebirge trennt. Bei Banská Bystrica ändert sich der Verlauf abrupt in Richtung Süden, bei Zvolen dann wieder nach Westen. Ab Žiar nad Hronom richtet sich der Fluss dann nach Südwesten. Mit einem gemäßigteren Lauf fließt er dann durch die im Südwesten der Slowakei gelegene Tiefebene der Donau entgegen, in die er kurz vor der Staatsgrenze, zwischen Kamenica nad Hronom und Štúrovo und gegenüber der ungarischen Stadt Esztergom, mündet.
Der Fluss wird schon in der Antike in dem Zeitraum 166–180 als Granoua (Marc Aurel, Selbstbetrachtungen 1,17) erstmals schriftlich erwähnt. Die Etymologie des Namens ist unklar. Möglicherweise ist die Basis urindogermanisch *gʷgʰrh¹-nó- für 'zerfließend'.
Bis in die 1930er Jahre wurde auf dem Fluss Holz geflößt.
Siehe auch: Liste der Flüsse in der Slowakei